# Mormaison

Mormaison este o comună în departamentul Vendée, Franța. În 2009 avea o populație de 1,049 de locuitori.